# Ogcodes obusensis
Ogcodes obusensis är en tvåvingeart som först beskrevs av Ouchi 1942.  Ogcodes obusensis ingår i släktet Ogcodes och familjen kulflugor. Inga underarter finns listade i Catalogue of Life.